# ماریو (فیلم)
«ماریو» (انگلیسی: Mario (film)) یک فیلم است که در سال ۱۹۸۴ منتشر شد.